# بيض الذكور
يعد بيض الذكور نتيجةً لعملية يتم فيها تفريغ بيض الإناث من محتوياته الجينية (وهي تقنية مشابهة لما يحدث في عملية الاستنساخ)، ويتم استبدال هذه المحتويات بالحمض النووي الخاص بالذكر. ويتم تخصيبها بعد ذلك باستخدام الحيوانات المنوية. وقد ابتكر هذا الإجراء الدكتور كالوم ماكيلار الأسكتلندي المتخصص في الأخلاقيات الحيوية. وبفضل هذه التقنية، يمكن أن يكون ذكران أبوين بيولوجيين لطفل. ومع ذلك، قد يتطلب مثل هذا الإجراء أمرًا إضافيًا، وهو رحم اصطناعي أو أنثى تقوم بدور الحامل.
وفي عام 2003، نجح الباحث هانز روبرت سكولار بجامعة بنسلفانيا في تكوين بويضات باستخدام الحمض النووي لذكر وأنثى الفئران.